# Megalit
En megalit (af græsk: megas = "stor" + lithos = "sten", altså egentlig "kampesten") betyder oprindeligt blot en stor, ofte ubearbejdet, løs sten, som findes i landskabet. Derfra er ordet blevet overført til at betegne monumenter, der er bygget af den slags stenmateriale. De kan stå alene ("bautasten") eller sammen med mindre sten. I Danmark findes de ofte som gravmonumenter men nogle få bautasten findes også i Danmark.
De ældste megalitter kendes fra Bretagne i Nordfrankrig fra ca. 4700 f.Kr. Her kaldes de maenhir (= "lang sten"). Udbredelsen strækker sig over den Iberiske Halvø, Frankrig, Sicilien, Sardinien, Apulien (Italiens "hæl"), de britiske øer, Nordtyskland, Danmark og den sydlige del af Sverige.
Den mest kendte er nok Stonehenge i England, der er anlagt ca. 3100 f.Kr.
I Danmark anlagdes stendysserne mellem 3500 f.Kr. og 2800 f.Kr.
- De første er langdysser med brændt grav og uden stenkammer. En aflang høj med sten langs højens fod.
- Den næste type har stenkammer men er ikke bygget så der kan have været nogen overligger, og i et tilfælde var der rester af en brændt planke overdækning.
- De næste er langdysser – en aflang stensætning der symboliserer et langhus omkranset med et solidt lille stenhus (dyssekammer) til hvert lig. Undertiden har de en ekstra stor sten midt for ved hver gavl. I nogen tilfælde har der stået parvisse store pæle ved den ene ende.
- De næste er langdysser med dyssekammer og gang så at kammeret kan bruges flere gange.
- Senere nøjedes man med en runddysse, hvor et enkelt dyssekammer omgives af en rund stensætning. I mindst et tilfælde har der været et rundt træhus over dyssekammet.
- Næste trin var jættestuer, der havde et mere omfattende system af kamre, og en indgang man kunne gå ud og ind af. De brugtes igennem flere generationer til begravelser. Alle typer vides at være brugt sammen med små træbygninger.

Det må bemærkes at den nordeuopæiske Megalit-kultur var ret selvstændig i forhold til andre megalitter, bl.a findes aflange stensætninger ved Skive og Hobro.
Omkring 2800 f.Kr. skete der et skift til enkeltgrave i høje uden stensætning. Enkeltgravene er ofte lagdelte. Nye begravelser er sket oven på en gammel høj, der så har fået et nyt lag jord. Enkeltgravskulturen kaldes somme tider Stridsøksekulturen eller stridsøksefolket, og blev før i tiden regnet for de første spor af indoeuropæisktalende folk i landet.